# Harmothoe flaccida
Harmothoe flaccida är en ringmaskart som först beskrevs av Thomas Henry Potts 1910.  Harmothoe flaccida ingår i släktet Harmothoe och familjen Polynoidae. Inga underarter finns listade i Catalogue of Life.